# ホリスティック教育
ホリスティック教育（ホリスティックきょういく、英語 Holistic Education）とは、人はみな、地域や自然界との関わりを持ち、思いやりや平穏などの精神的価値観を追い求めることで、自己の存在証明、人生の目的や意味を見出していく次のような考え方に基づいて行われる教育のことである。ホリスティック教育は、人々の内に秘められている命への尊厳と、学ぶことに対する大きな喜びを引き出していくことを目指している。この定義は、専門誌｢ホリスティック教育評論（Holistic Education Review）｣（現在の｢出会い：価値と社会正義のための教育（Encounter: : Education for Meaning and Social Justice）｣よりの引用で、この考え方の提唱者、ジョン・ミラーによる定義である。
ホリスティック教育という用語は、オルタナティブ教育の中でも、より民主的で人道的な性格のものを意味して用いられる事が多い。ロビン・アン・マーチンの言葉を借りれば、｢ホリスティック教育は、経験的な学びを行うことを重んじ、学習環境の中でも、信頼や人間の根本的な価値に重きを置いているという点で、他の教育とは異なるもの｣と言えるであろう。全体論という概念は、どんな学問領域における既存の体系も、その一部を構成する部分の総和によって、理解されたり、説明されたりするようなものではないという考えを意味する。全体論に従えば、体系全体がそれを構成する部分部分を左右するのである。全体論的な物事の捉え方では、人間の可能性を狭く限定するのではなく、何層にもまたがる意味や経験を包含し統合しようと試みるのである。

## 歴史的重要概念
全体論の中心的概念が新しいものと言うよりは、宗教なども取り扱う永遠の問題であるがために、ホリスティック教育の歴史を整理することは困難である。但し、ホリスティック教育の起源を探っていくと、この教育に寄与してきた数多くの者たちと出会うことができる。
例えば、古典思想としては、ジャン＝ジャック・ルソー、ラルフ・ワルド・エマソン、ヘンリー・ソーロー、ブロンソン・オルコット、ヨハン・ハインリヒ・ペスタロッチ、フリードリヒ・フレーベル、フランシスコ・フェレールなどが、近代思想としては、ルドルフ・シュタイナー、マリア・モンテッソーリ、フランシス・ウェーランド・パーカー、ジョン・デューイ、ジョン・ホルト、キーラン・イーガン、ハワード・ガードナー、ジッドゥ・クリシュナムルティ、カール・ユング、アブラハム・マズロー、カール・ロジャース、ポール・グッドマン、パウロ・フレイレなどが挙げられる。
このように数多くの先駆者たちの思想的影響があったにせよ、1960年代に始まる文化的なパラダイムシフトまでは、ホリスティック教育の核となる考え方が、本当の意味で確立されることはなかった。当時の科学、哲学、文化史における新たな研究が、全体論と呼ばれる見解を通して教育を考えていく際の重要な手がかりとなっていった1970年代に、心理学にも全体論の導入が始まっていった。

## 思想の枠組み
いかなる教育への取り組みであっても、何を目指していくのかは、はっきりさせておく必要がある。ホリスティック教育は、子どもがその可能性をすべて花開かせるように促していく。アブラハム・マズローの言う｢自己実現｣である。ホリスティック教育では、すべての子どもの知的/情緒的/社会的/肉体的/芸術的/創造的/精神的な潜在能力を引き出すことに関心が置かれる。また、子どもが学習/教授手順に関わりを持ち、個人的/集団的責任を育むように働きかけていく。ホリスティック教育の思想の概要を記述するために、ロビン・アン・マーチンとスコット・フォーブスは、｢根本原理｣とバジル・バースティンの言うところの｢情意能力（Sagacious Competence）｣の2つを分けて考えた。

### 根本原理
- 宗教的原理－悟りを目指す
ホリスティック教育において、精神性は重要な要素である。ホリスティック教育は、すべての生物の関係性を重視し、精神的命と肉体的命の調和を目指している。
- 心理学的原理－自己実現を目指す
ホリスティック教育において、すべての者は、そのようになれるのであれば、そうなるために努力することを目指す。学習する者の間に優劣などは存在せず、ただ違いがあるのみである。
- その他の原理
人間は究極の成長を成し遂げるべきであり、そのために精神における最大限の向上心を発揮するべきである。

### 情意能力
｢精神の解放｣/｢分別｣/｢メタ学習｣/｢社会力｣/｢高められた価値観｣/｢自覚｣

## 関連サイト
・日本ホリスティック教育/ケア学会-日本ホリスティック教育協会⚪︎NPO法人日本ホリスティック医学協会
・みんなの教育技術-「ホリスティック教育」とは？【知っておきたい教育用語】
・ホリスティック・ビューティ